# Női 200 méteres hátúszás a 2017-es úszó-világbajnokságon
A 2017-es úszó-világbajnokságon a női 200 méteres hátúszás versenyszámának döntőjét Budapesten rendezték, a Duna Arénában. A győztes az ausztrál Emily Seebohm lett, míg Hosszú Katinka ezüstérmet szerzett.